# NGC 5778
NGC 5778 (ook: NGC 5825) is een elliptisch sterrenstelsel in het sterrenbeeld Ossenhoeder. Het hemelobject werd op 20 juni 1886 ontdekt door de Amerikaanse astronoom Lewis A. Swift.

## Synoniemen
- DRCG 31-35
- UGC 9590
- VV 766
- MCG 3-38-50
- NPM1G +18.0429
- ZWG 105.66
- PGC 53279